# Gone to Earth
Gone to Earth is een Britse dramafilm uit 1950 onder regie van Michael Powell en Emeric Pressburger. Het scenario is gebaseerd op de gelijknamige roman uit 1917 van de Britse auteur Mary Webb.

## Verhaal
Een meisje gaat in op het huwelijksaanzoek van een predikant. Zo komt ze terecht in kringen met omgangsvormen, waar ze amper iets van begrijpt. Ze wordt vervolgens verliefd op een andere man.

## Rolverdeling
| Acteur           | Personage       |
| ---------------- | --------------- |
| Jennifer Jones   | Hazel Woodus    |
| David Farrar     | John Reddin     |
| Cyril Cusack     | Edward Marston  |
| Sybil Thorndike  | Mevrouw Marston |
| Edward Chapman   | Mijnheer James  |
| Esmond Knight    | Abel Woodus     |
| Hugh Griffith    | Andrew Vessons  |
| George Cole      | Neef Albert     |
| Beatrice Varley  | Tante Prowde    |
| Frances Clare    | Amelia Clomder  |
| Raymond Rollett  | Huisbaas        |
| Gerald Lawson    | Stratenmaker    |
| Bartlett Mullins | Oudere          |
| Arthur Reynolds  | Oudere          |
| Ann Tetheradge   | Juffrouw James  |